# Un regalo para ella
Un regalo para ella (en francés Trésor) es una película francesa de 2009 estrenada en España el 9 de julio de 2010.

## Ficha artística
- Alain Chabat: Jean-Pierre
- Mathilde Seigner: Nathalie
- Hélène Vincent: Nadine
- Fanny Ardant: Françoise Lagier
- Isabelle Nanty: Brigitte
- Stéphane Freiss: Fabrice
- Bruno Putzulu: Bruno
- Marine Delterme: Floriane
- Véronique Boulanger : Stéphanie
- Macha Méril: Madame Girardon
- Ginette Garcin: La dame
- Marie-Paule Belle: farmacéutica
- Eric Naggar: farmacéutico
- Laurent Spielvogel: vendedor de l'animalerie
- Jean-Michel Martial: veterinario
- Edouard Montoute: espectador en el desfile

## Ficha técnica
- Dirección: Claude Berri y François Dupeyron
- Realización: Claude Berri
- Consejero técnico: François Dupeyron
- Dirección de arte: Claude Berri
- Guion: Claude Berri, Eric Assous
- Producción: Pathé, Claude Berri pour Hirsch Productions, Nathalie Rheims, Richard Pezet
- Distribución: Pathé Distribution
- Música: Frédéric Botton, Jean-Yves d'Angelo
- Año: 2009
- Duración: 85 minutos
- Género: Comedia
- Fecha de estreno: 11 de noviembre de 2009

## Comentarios
En clave de humor se analizan las dificultades de convivencia de pareja y la separación conyugal, con el reparto de bienes.